# Felipe Kitadai
Felipe Eidji Kitadai (São Paulo, 28 luglio 1989) è un judoka brasiliano, vincitore della medaglia di bronzo nella categoria fino a 60 kg a Londra 2012.

## Palmarès
- Giochi olimpici estivi

2012 - Londra: bronzo nei 60 kg.
- Campionati panamericani di judo

San Salvador 2010: argento nei 60 kg;
Guadalajara 2011: oro nei 60 kg;
Montreal 2012: oro nei 60 kg;
San Jose 2013: oro nei 60 kg;
Guayaquil 2014: oro nei 60 kg;
Edmonton 2015: oro nei 60 kg;
Havana 2016: oro nei 60 kg.
- Giochi panamericani

2011 - Guadalajara: oro nei 60 kg.
2015 - Toronto: argento nei 60 kg.
- Giochi militari:

Rio de Janeiro 2011: oro nella gara a squadre;
Astana 2013: oro nei -60kg;
Mungyeong 2015: oro nei -60kg e nei -66kg.